# ジョルトブロー
ジョルトブローは、ボクシングなどにおけるパンチの技術の一種。
ボクシングなどの格闘技において、床面から片足、または両足を離しながら、あるいは浮かしながら（ステップインと同時に）打つパンチの総称である。

## 概要
全身の力と体重を込めるため、威力が高く、当たれば一発でノックアウトできる可能性が高い。その反面、テレフォンパンチ（動作が大きいパンチの事）になるため、またパンチが外れた際に敵にそっぽを向く方向に身体が行ってしまう可能性があり隙が大きくなる、カウンターに弱い等のデメリットがある。ボクシングにおいては基本的なパンチでもある。
またボクシングよりも選手同士が離れて闘う総合格闘技やキックボクシングでは、ボクシングで用いられるものとは、やや異なるがスーパーマンパンチが一般化している。詳細はリンク先を参照。
代表的なものにフロイド・パターソンが得意としたガゼルパンチ。輪島功一のカエルパンチ等があり、変則スタイルのボクサーとして知られるナジーム・ハメドも得意にし、よく用いていた（ハメドはガゼルパンチも得意としていた）。
競技内においてジョルトパンチと称されることはないが、伝統派空手の試合組手においては、使われる突きのほとんどはこれである。競技が成熟するにつれ威力を保ちつつ予備動作が削ぎ落とされ、またスピードが上がるように動きに改良が加えられ現在に至っている。動きが直線的になりカウンターをとられやすい性質上、試合では突きを出すタイミングが重要となるため、互いにそのタイミングを見計らう時間が長くなる傾向がある。
また、ボクシング漫画『はじめの一歩』の中では頻繁に使われており、『あしたのジョー』においてもカンガルーパンチとして登場している。